# Arena da Baixada
Estádio Joaquim Américo Guimarães, cunoscut ca Arena da Baixada (pronunție în portugheză [aˈɾẽnɐ dɐ bajˈʃadɐ]), este un stadion de fotbal din Curitiba, Paraná, Brazilia. Deschis în 1914, el este stadionul de casă al clubului Atlético Paranaense. El este unul din stadioanele gazdă la Campionatul Mondial de Fotbal 2014. 

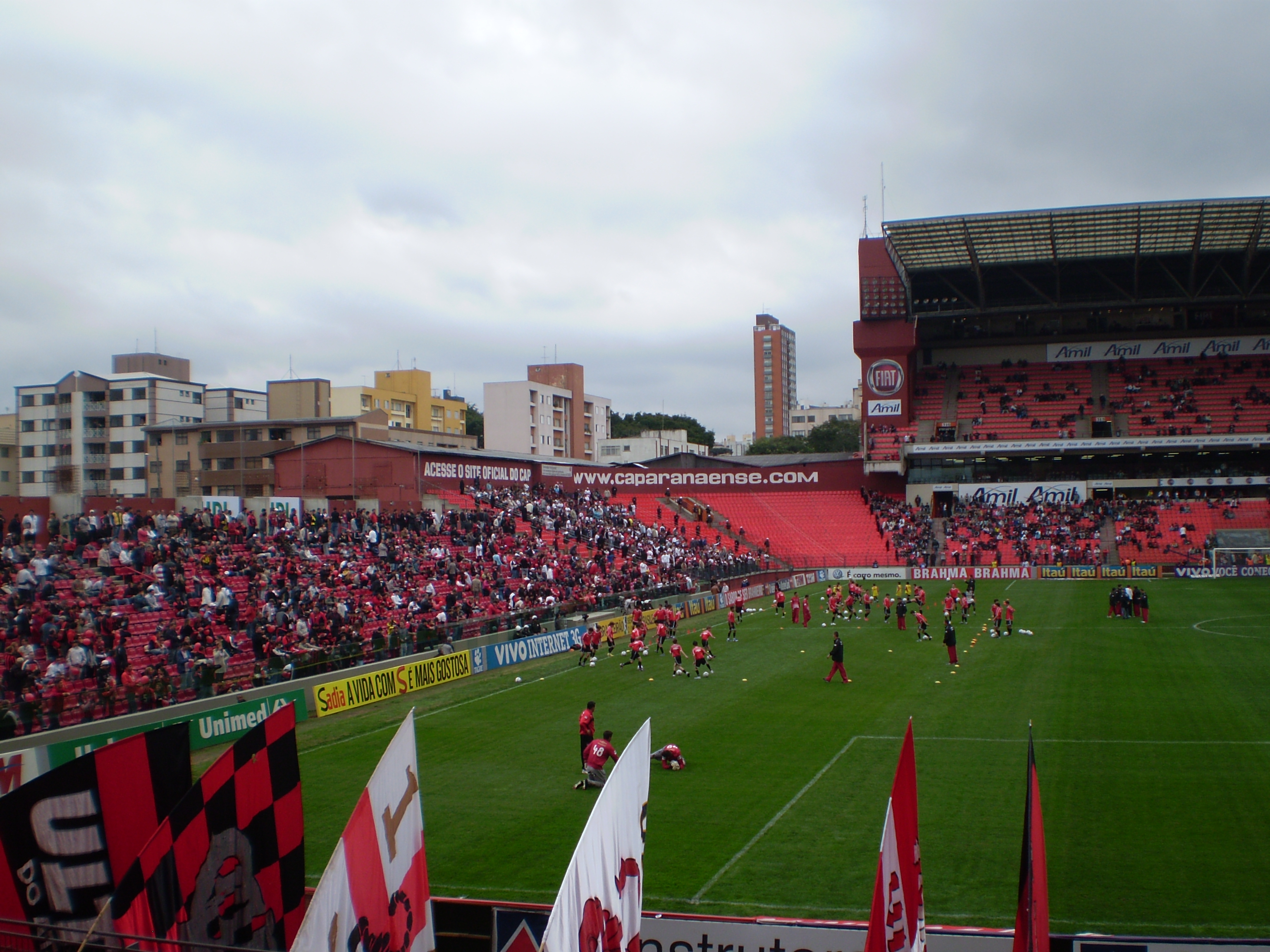
Stadionul la un meci din 2009 din Série A

## Campionatul Mondial de Fotbal 2014
| Data          | Ora (UTC-03) | Echipa #1 | Rezultat  | Echipa #2 | Runda   | Spectatori |
| ------------- | ------------ | --------- | --------- | --------- | ------- | ---------- |
| 16 iunie 2014 | 16:00        | Iran      | Meciul 12 | Nigeria   | Grupa F |            |
| 20 iunie 2014 | 19:00        | Honduras  | Meciul 26 | Ecuador   | Grupa E |            |
| 23 iunie 2014 | 13:00        | Australia | Meciul 35 | Spania    | Grupa B |            |
| 26 iunie 2014 | 17:00        | Algeria   | Meciul 48 | Rusia     | Grupa H |            |